# Heldensage
Als Heldensagen werden Erzählstoffe des heroischen Zeitalters bezeichnet. Ihre Inhalte sind teilweise mythischer, teilweise historischer Natur. Ihre für uns erkennbare, gleichzeitig dichterisch geformte Gestalt nahmen sie zunächst in sogenannten Heldenliedern und in späterer Zeit in ausladenden Heldenepen an. Heldensagen finden sich außer in der vorchristlichen Zeit der Germanen auch in der frühen Periode nahezu aller Hochkulturen.

## Heldendichtung und Heldensage
Die Frage, ob es eine Heldensage vor und neben der Heldendichtung gab und wer sie geschaffen hat, wurde in der Zeit der Romantik erstmals wissenschaftlich beleuchtet. Der Germanist und Volkskundler Wilhelm Grimm sieht beide „aus der Mitte des ganzen Volkes hervorgegangen.“ Er spricht von einer „dichtenden Volksseele“ und nennt das Lied den „lebenden Mund der Sage“. Diesem Gedanken folgten auch Herder und Goethe. Wilhelm Grimm formuliert: „Die Eigentümlichkeit der (…) Lieder beruht darin, daß zunächst die Absicht nicht dahin geht, den Inhalt der Sage darzustellen, den sie vielmehr als bekannt voraussetzen, sondern daß sie einen einzelnen Punkt, wie er gerade der poetischen Stimmung dieser Zeit zusagt, herausheben und auf ihn den vollen Glanz der Dichtung fallen lassen. Nur was zu seinem Verständnis dient, wird aus der übrigen Sage angeführt, oder daran wird erinnert.“
Gegen diese Vorstellung erhob sich unter Altgermanisten, vor allem dem Schweizer Gelehrten Andreas Heusler und seiner Schule, erheblicher Widerspruch, der um die Mitte des 20. Jahrhunderts verbissen kontrovers diskutiert wurde:
Während das Heusler-Lager auf der These bestand, dass die Dichtung, insbesondere das Heldenlied, eine originäre Schöpfung genialer Lieddichter sei, die damit auch die Sagenbildung initiierten, vertraten die Kontrahenten wie Felix Genzmer und Hans Kuhn die Auffassung, dass die Heldensage älter sei als die Heldendichtung, dass schon vor der Lieddichtung eine Sagentradition existierte und die Sänger ihren Stoff aus bereits vorhandenem altem Sagengut schöpften und lediglich in die für uns erkennbare poetische Liedform brachten.
„Heldensage lebte nur im Lied“, formulierte Heusler, „was man herkömmlicherweise Heldensage nennt, ist Heldendichtung, von Dichtern geschaffen und weitergegeben und ausgebildet. (…) Ein Liedinhalt entsprach einer Sage.“ Hermann Schneider ergänzte: „Das Individuum schafft das Heldenlied und damit die Heldensage“ und „Wer das Dietrichslied schuf, schuf die Dietrichssage“. F. Wolters & C. Petersen schrieben: „Nirgends lebt die Heldensage außerhalb des Heldengedichts (…)“ und Jan de Vries bekannte: „Sagen können sich nur in Liedform verbreiten und erhalten.“
Auf der Gegenseite argumentierten Felix Genzmer und Hans Kuhn, dass nur ein Bruchteil des reichen Sagenschatzes zur poetischen Höhe des Liedes aufgestiegen sein kann wie auch nicht jeder griechische Sagenstoff zur Hochblüte der Tragödie aufstieg. Der Altgermanist Georg Baesecke wies schon früh auf offensichtliche Parallelen zwischen der griechischen Ikaros-Sage und der germanischen Wieland-Dichtung hin.
Heusler weichte seine strenge Doktrin indessen selbst auf, indem er zugestand, dass vor dem sogenannten „Urlied“ ungebundene „Kriegersagen“ existiert haben könnten. H. Schneider geriet mit seiner Ausnahme einer „Ortssage“ unweigerlich mit der eigenen These in Widerspruch. Er machte schließlich eine totale Kehrtwendung: „Wir erkennen immer mehr, dass es fern aller Literatur und vor aller Literatur ein unermesslich reiches und ausgedehntes Erzählgut gegeben haben muss.“ Noch krasser formuliert er dann gegen Heusler: „Mit dieser Anschauung (gemeint ist Heuslers Theorie) –quod non est in cantu, non est in mundo- sollte ein Ende gemacht werden.“ Auch Felix Genzmer äußert sich in dem Meinungsstreit der Gelehrten zwiespältig: Redet er in seiner Eddasammlung zuvor noch der Gleichsetzung von Lied und Sage das Wort: „Es werden wohl die Goten gewesen sein, die als erste, um 400, die Kunst des stabreimenden Heldenlieds und damit die älteste germanische Heldensage schufen“,) so verlegt er zwei Seiten später die Sage doch vor die Entstehung der Dichtung: „Es kam dem Dichter überhaupt nicht mehr darauf an, die altbekannte Sage einfach zu erzählen: er wollte die Vorgänge in den Reden seiner Helden spiegeln.“ Dem so Konvertierten kann der Heuslerkontrahent Hans Kuhn dann auch im Nachruf des inzwischen Verstorbenen bescheinigen: „Er war der erste, der wieder nachdrücklich geltend machte, dass es auch außerhalb der Dichtung Heldensage gegeben hat.“ Wie bedeutsam ihm diese Fragestellung war, dokumentierte Kuhn in einer eigenen Publikation. Auch der Altgermanist Fritz Martini hält sich bewusst aus dem Meinungsstreit heraus und formuliert in seiner Literaturgeschichte sachlich neutral: „Aus dem Lebensgefühl des Kriegertums, aus der Wucht und schicksalhaften Tragik dieser Untergänge, aus der Bewunderung der Taten und aus der Trauer um die Anführer ist die germanische Heldendichtung entwickelt worden.“
Der Problemstellung kommt insofern eine literarhistorische Bedeutung zu, als die Frage nicht eindeutig geklärt werden kann, ob das überkommene Sagengut der poetischen Kreativität einzelner Dichter oder – entsprechend der Überlieferung der Romantiker – der volkstümlichen Produktivität der Vielen zu verdanken ist. Die Thematik beschäftigt die Germanistik noch bis in die neuere Zeit.

## Mythos und Geschichte

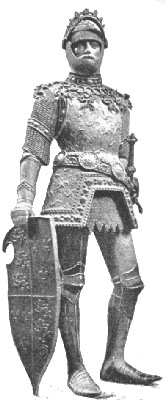
Statue König Artus’ am Grabmal Kaiser Maximilians I. (Peter Vischer, 1512)

Mythos und Geschichte zeigen sich in den meisten Sagen eng verwoben. So finden sich historisch belegte berühmte Persönlichkeiten wie der Hunnenkönig Attila oder der Ostgotenkönig Theoderich der Große in der Sagen- und Legendenbildung wieder.
Andererseits lebt die Sagenwelt auch von mythischen Gestalten, denen sie (wegen der größeren Glaubwürdigkeit?) sogar historische Orte zuweist wie Siegfried von Xanten, Brunhild von Island oder Dietrich von Bern. Historisch belegte Ereignisse wie der Untergang der Burgunden, aber auch frei erfundene Ereignisse wie die Abenteuer der Artusrunde vermischen historisches mit mythischem Geschehen. Die Artussage spielt historisch im 5. Jahrhundert n. Chr. Der Hof Camelot, an dem Artus mit seiner Tafelrunde residiert, wird heute aus touristischen Gründen an verschiedenen Orten Südenglands angesiedelt. Weder der sagenhafte Ort noch die sagenhaften Helden wie Iwein, Galahad, Erec, Lancelot, Gawein oder Parzival sind jedoch unter wissenschaftlichen Aspekten als historische Figuren identifizierbar. Auch ihre Taten sind Produkte der Phantasie genialer Dichterpersönlichkeiten, jedenfalls nicht nachweisbar.
Dennoch haben Mediävisten immer wieder versucht, historische Identifizierungen von mythischen Gestalten vorzunehmen. So hat etwa der Wiener Altgermanist Otto Höfler versucht, eine Verbindung zwischen dem historischen Cheruskerfürsten Arminius und dem Sagenhelden Siegfried und einen Zusammenhang mit der Schlacht im Teutoburger Wald (9 n. Chr.) herzustellen. Doch auch der historische Theoderich der Große und der sagenhafte Dietrich von Bern lassen sich sowohl zeitlich wie räumlich nur schwer zusammenbringen. Im mittelhochdeutschen Nibelungenlied, aber auch in der Eddasammlung wird die Vermischung und Veränderung der Mentalität mehrerer alter Heldenlieder mit mittelalterlichen ritterlichen und christlichen Vorstellungen, aber auch die Verknüpfung von sagenhaften und realen Örtlichkeiten, von mythischen und historischen Ereignissen für den Sachkundigen besonders anschaulich.

## Beispiele für Heldensagen
Bekannte außereuropäische Beispiele aus vorchristlicher Zeit sind das babylonische Gilgamesch-Epos, Mahabharata und Ramayana aus Indien und das persische Schahname von Firdausi. Außerdem müssen sämtliche Epen Homers hierzu gezählt werden sowie generell die Sagen um Herakles, Theseus, die Argonauten, Achilles, Odysseus und Aeneas.
Außer den Liedern der Edda gehören hier genannt:
- die Sagen um Karl d. Gr. mitsamt den Chanson de geste über Roland
- die Heldensagen um Dietrich von Bern (Theoderich)
- die Nibelungensage mit Siegfried
- die spanische Sage um El Cid
- die Skaldische Dichtung

Weitere Beispiele sind die Geschichten um Ilja Muromez oder die südslawischen Lieder und Sagen um den Helden Marko und der Schlacht auf dem Amselfeld, sowie die finnische Kalevala und die russische Byline. Heldensagen, deren historischer Kern sich im frühen Mittelalter verorten lässt, werden auch Rittersagen genannt, wie z. B. die bereits erwähnte Rolandssage.

## Einzelbelege
1. ↑  Beck, Heinrich (Hrsg.): Heldensage und Heldendichtung im Germanischen. Berlin, New York 1988
2. ↑  Karl Kerényi: Die Mythologie der Griechen – Die Heroen-Geschichten. dtv, München 1992
3. ↑  Hermann Jacobi: Das Râmâyaṇa. Geschichte und Inhalt nebst Concordanz der gedruckten Recensionen. Friedrich Cohen, Bonn 1893. Nachdruck: Wissenschaftliche Buchgesellschaft, Darmstadt 1970
4. ↑  Wilhelm Grimm: Die deutsche Heldensage 1829 (fotomechanischer Nachdruck als 4. Auflage, besorgt v. R. Steig, Darmstadt 1957)
5. ↑  Vgl. Grimm 1829, S. 417
6. ↑  Vgl. Grimm 1829, S. 417
7. ↑  Vgl. Grimm 1829, S. 413
8. ↑  Andreas Heusler: Nibelungensage und Nibelungenlied. 4. Auflage, Dortmund 1944
9. ↑  Genzmer, Felix: Vorzeitsaga und Heldenlied, In: Festschrift für P. Kluckhohn u. H. Schneider, Tübingen 1948 (überarbeiteter Abdruck bei K. Hauck, Zur germanisch-deutschen Heldensage, 16 Aufsätze zum neuen Forschungsstand, Darmstadt 1961, S. 102 ff)
10. ↑  Hans Kuhn: Heldensage vor und außerhalb der Dichtung, In: Edda, Skalden, Saga, Festschrift für Felix Genzmer, Heidelberg 1952, S. 262 ff
11. ↑  Andreas Heusler: Nibelungensage und Nibelungenlied.  4. Auflage, Dortmund 1944, S. 164
12. ↑  Hermann Schneider: Germanische Heldensage, Band 1, Berlin 1962, S. 10
13. ↑  F. Wolters, C. Petersen: Heldensagen der germanischen Frühzeit, Breslau 1921, S. 14
14. ↑  Jan de Vries: Altnordische Literaturgeschichte Band I, Berlin und Leipzig 1941, S. 34
15. ↑  Felix Genzmer: Die germanische Heldensage und ihre dichterische Erneuerung, In: Wirkendes Wort 5(1954/55) S. 1 ff
16. ↑  Hans Kuhn: Heldensage vor und außerhalb der Dichtung, In: Edda, Skalden, Saga, Festschrift für Felix Genzmer, Heidelberg 1952, S. 262 ff
17. ↑  Georg Baesecke: Die Herkunft der Wielanddichtung, PBB (Halle) 61(1937) S. 368 ff)
18. ↑  A. Heusler, Anzeiger f. d. A. 54(1935) S. 105
19. ↑  Hermann Schneider: Germanische Heldensage, Band I, 2. Auflage, Berlin 1962, S. 36
20. ↑  Hermann Schneider: Einleitung zu einer Darstellung der Heldensage, In: PBB 77 Tübingen 1955, S. 71 ff (Neuabdruck bei K. Hauck, Zur germanisch-deutschen Heldensage, 16 Aufsätze zum neuen Forschungsstand, Darmstadt 1961, S. 316 ff)
21. ↑   K. Hauck, Zur germanisch-deutschen Heldensage, 16 Aufsätze zum neuen Forschungsstand, Darmstadt 1961, S. 322
22. ↑   Niedner, Felix, Neckel, Gustav (Hrsg.): Übersetzt u. kommentiert v. F. Genzmer: Edda, Heldendichtung 1. Band, Sammlung Thule, Verlag Diederich, Düsseldorf 1963, S. 10
23. ↑  Vgl. Genzmer 1963, S. 12
24. ↑  Vgl. Kuhn 1952, Nachwort S. 243
25. ↑  Hans Kuhn: Heldensage vor und außerhalb der Dichtung, In: Edda, Skalden, Saga, Festschrift für Felix Genzmer, Heidelberg 1952, S. 26
26. ↑  Fritz Martini: Germanische Heldensage, Entstehung, Entwicklung und Wesen der deutschen Heldendichtung, Berlin 1935
27. ↑  Fritz Martini: Deutsche Literaturgeschichte, 11. Auflage, Stuttgart 1961. S. 4
28. ↑  Heinrich Beck, Hermann Reichert, Heinrich Tiefenbach: Held, Heldendichtung und Heldensage. In: Heinrich Beck, Dieter Geuenich, Heiko Steuer (Hrsg.): Reallexikon der Germanischen Altertumskunde 14. De Gruyter, Berlin u. a. 1999, S. 260–282
29. ↑  Höfler Otto: Siegfried, Arminius und die Symbolik, Heidelberg 1961
30. ↑  Joachim Heinzle, Klaus Klein, Ute Obhof (Hrsg.): Die Nibelungen. Sage, Epos, Mythos. Reichert, Wiesbaden 2003
31. ↑  Niedner, Felix, Neckel, Gustav (Hrsg.): Edda, Sammlung Thule, Band 1: Heldendichtung, Verlag Diederichs, Düsseldorf-Köln 1963